# Campeonato Europeo Femenino Sub-17 de la UEFA 2008-09
El Campeonato Europeo Femenino Sub-17 de la UEFA 2008/2009 es la segunda edición de este torneo. Se celebró entre el 13 de septiembre de 2008 y el 25 de junio de 2009. Este torneo lo ganó Alemania. 

## Primera Fase de Clasificación
Son diez grupos de cuatro equipos cada uno. 
Los diez ganadores de grupo y los seis mejores segundos avanzan a la segunda ronda de clasificación.
Los equipos en cursiva fueron sede del mini-torneo.

### Grupo 1
| Equipo     | Pts | PJ | PG | PE | PP | GF | GC | Dif |
| ---------- | --- | -- | -- | -- | -- | -- | -- | --- |
| Bélgica    | 7   | 3  | 2  | 1  | 0  | 17 | 2  | 15  |
| Dinamarca  | 7   | 3  | 2  | 1  | 0  | 11 | 2  | 9   |
| Kazajistán | 3   | 3  | 1  | 0  | 2  | 3  | 18 | -15 |
| Georgia    | 0   | 3  | 0  | 0  | 3  | 0  | 9  | -9  |

| 14 de octubre de 2008 | Dinamarca | 3:0     | Georgia |  |  |
|                       |           | Reporte |         |  |  |

| 14 de octubre de 2008, 18:00 | Bélgica | 12:0    | Kazajistán | Estadio Val. Theunissenstadion, Gravenvoeren (Bélgica) |                                              |
|                              | Litvinova (p.p.) 2, Daniels 20, 55, Lomma 27, 35, Charlier 60, 71, Coryn 62, 68, 75, Huberty 70, Wullaert 78 | Reporte |            | Árbitro(s): Donka Jeleva-terzieva (Bulgaria)           | Árbitro(s): Donka Jeleva-terzieva (Bulgaria) |

| 16 de octubre de 2008, 14:30 | Kazajistán | 0:6     | Dinamarca                                                                        | Complex Op De Keiberg, Tongeren (Bélgica)                      |                                                                |
|                              |            | Reporte | Kristensen 23, Zejmullahi 28, 29, Hansen 47, Skallerup 61, S. Kristensen 76(pen) | Árbitro(s): Hirahi De Los Ángeles Hernández Hernández (España) | Árbitro(s): Hirahi De Los Ángeles Hernández Hernández (España) |

| 16 de octubre de 2008 | Bélgica | 3:0     | Georgia |  |  |
|                       |         | Reporte |         |  |  |

| 19 de octubre de 2008, 15:30 | Dinamarca               | 2:2     | Bélgica                 | Jeugdcomplex KRC Genk, Waterschei (Bélgica) |                                             |
|                              | Memer 29, Kristensen 39 | Reporte | Wullaert 45, Huberty 73 | Árbitro(s): Jana Adamkova (República Checa) | Árbitro(s): Jana Adamkova (República Checa) |

| 19 de octubre de 2008 | Georgia | 0:3     | Kazajistán |  |  |
|                       |         | Reporte |            |  |  |

Georgia no se presentó a jugar y el resultado asignado a sus tres partidos fue 0-3.

### Grupo 2
| Equipo     | Pts | PJ | PG | PE | PP | GF | GC | Dif |
| ---------- | --- | -- | -- | -- | -- | -- | -- | --- |
| Francia    | 9   | 3  | 3  | 0  | 0  | 12 | 0  | 12  |
| Italia     | 6   | 3  | 2  | 0  | 1  | 4  | 6  | -2  |
| Islandia   | 1   | 3  | 0  | 1  | 2  | 0  | 2  | -2  |
| Azerbaiyán | 1   | 3  | 0  | 1  | 2  | 1  | 9  | -8  |

### Grupo 3
| Equipo   | Pts | PJ | PG | PE | PP | GF | GC | Dif |
| -------- | --- | -- | -- | -- | -- | -- | -- | --- |
| Ucrania  | 9   | 3  | 3  | 0  | 0  | 20 | 1  | +19 |
| Hungría  | 6   | 3  | 2  | 0  | 1  | 20 | 7  | +13 |
| Lituania | 3   | 3  | 1  | 0  | 2  | 3  | 10 | −7  |
| Moldavia | 0   | 3  | 0  | 0  | 3  | 0  | 25 | −25 |

### Grupo 4
| Equipo              | Pts | PJ | PG | PE | PP | GF | GC | Dif |
| ------------------- | --- | -- | -- | -- | -- | -- | -- | --- |
| República Checa     | 9   | 3  | 3  | 0  | 0  | 14 | 2  | +12 |
| Macedonia del Norte | 6   | 3  | 2  | 0  | 1  | 7  | 4  | 3   |
| Polonia             | 3   | 3  | 1  | 0  | 2  | 7  | 5  | 2   |
| Letonia             | 0   | 3  | 0  | 0  | 3  | 1  | 18 | −17 |

### Grupo 5
| Equipo       | Pts | PJ | PG | PE | PP | GF | GC | Dif |
| ------------ | --- | -- | -- | -- | -- | -- | -- | --- |
| Países Bajos | 9   | 3  | 3  | 0  | 0  | 14 | 0  | +14 |
| Irlanda      | 6   | 3  | 2  | 0  | 1  | 5  | 3  | +2  |
| Turquía      | 3   | 3  | 1  | 0  | 2  | 5  | 6  | −1  |
| Islas Feroe  | 0   | 3  | 0  | 0  | 3  | 0  | 15 | −15 |

### Grupo 6
| Equipo    | Pts | PJ | PG | PE | PP | GF | GC | Dif |
| --------- | --- | -- | -- | -- | -- | -- | -- | --- |
| Alemania  | 9   | 3  | 3  | 0  | 0  | 30 | 0  | +30 |
| Finlandia | 4   | 3  | 1  | 1  | 1  | 8  | 10 | -2  |
| Serbia    | 4   | 1  | 1  | 1  | 2  | 8  | 13 | -5  |
| Bulgaria  | 0   | 3  | 0  | 0  | 3  | 0  | 23 | −23 |

### Grupo 7
| Equipo    | Pts | PJ | PG | PE | PP | GF | GC | Dif |
| --------- | --- | -- | -- | -- | -- | -- | -- | --- |
| Suecia    | 7   | 3  | 2  | 1  | 0  | 22 | 1  | +21 |
| Rusia     | 7   | 3  | 2  | 1  | 0  | 15 | 1  | +14 |
| Eslovenia | 3   | 3  | 1  | 0  | 2  | 6  | 10 | -4  |
| Armenia   | 0   | 3  | 0  | 0  | 3  | 0  | 31 | −31 |

### Grupo 8
| Equipo      | Pts | PJ | PG | PE | PP | GF | GC | Dif |
| ----------- | --- | -- | -- | -- | -- | -- | -- | --- |
| Suiza       | 9   | 3  | 3  | 0  | 0  | 11 | 0  | +11 |
| Escocia     | 6   | 3  | 2  | 0  | 1  | 6  | 2  | +4  |
| Bielorrusia | 1   | 3  | 0  | 1  | 2  | 0  | 7  | −7  |
| Israel      | 1   | 3  | 0  | 1  | 2  | 0  | 8  | −8  |

### Grupo 9
| Equipo  | Pts | PJ | PG | PE | PP | GF | GC | Dif |
| ------- | --- | -- | -- | -- | -- | -- | -- | --- |
| España  | 9   | 3  | 3  | 0  | 0  | 12 | 1  | +11 |
| Gales   | 6   | 3  | 2  | 0  | 1  | 9  | 2  | +7  |
| Croacia | 1   | 3  | 0  | 1  | 2  | 1  | 5  | −4  |
| Rumania | 1   | 3  | 0  | 1  | 2  | 1  | 15 | −14 |

### Grupo 10
| Equipo     | Pts | PJ | PG | PE | PP | GF | GC | Dif |
| ---------- | --- | -- | -- | -- | -- | -- | -- | --- |
| Noruega    | 9   | 3  | 3  | 0  | 0  | 13 | 1  | +12 |
| Inglaterra | 6   | 3  | 2  | 0  | 1  | 8  | 2  | +6  |
| Grecia     | 1   | 3  | 0  | 1  | 2  | 1  | 9  | -8  |
| Estonia    | 1   | 3  | 0  | 1  | 2  | 1  | 11 | −10 |

### Ranking de los mejores segundos puestos
Los 6 mejores segundos lugares de los 10 grupos pasarán a la siguiente ronda junto a los ganadores de cada grupo. (Se contabilizan los resultados obtenidos en contra de los campeones y los terceros lugares de cada grupo).
| Grp | Equipo              | PJ | PG | PE | PP | GF | GC | DG | Pts |
| --- | ------------------- | -- | -- | -- | -- | -- | -- | -- | --- |
| 1   | Dinamarca           | 2  | 1  | 1  | 0  | 8  | 2  | +6 | 4   |
| 7   | Rusia               | 2  | 1  | 1  | 0  | 6  | 1  | +5 | 4   |
| 10  | Inglaterra          | 2  | 1  | 0  | 1  | 5  | 2  | +3 | 3   |
| 3   | Hungría             | 2  | 1  | 0  | 1  | 7  | 7  | 0  | 3   |
| 4   | Macedonia del Norte | 2  | 1  | 0  | 1  | 4  | 4  | 0  | 3   |
| 9   | Gales               | 2  | 1  | 0  | 1  | 2  | 2  | 0  | 3   |
| 5   | Irlanda             | 2  | 1  | 0  | 1  | 2  | 3  | –1 | 3   |
| 8   | Escocia             | 2  | 1  | 0  | 1  | 1  | 2  | –1 | 3   |
| 2   | Italia              | 2  | 1  | 0  | 1  | 1  | 5  | –4 | 3   |
| 6   | Finlandia           | 2  | 0  | 1  | 1  | 2  | 10 | –8 | 1   |

## Clasificados a Segunda Fase
| Ganadores de Grupo: 1. Bélgica 2. Francia 3. Ucrania 4. República Checa 5. Países Bajos 6. Alemania 7. Suecia 8. Suiza 9. España 10. Noruega | Mejores 6 segundos de grupo: 1. Dinamarca 2. Hungría 3. Macedonia del Norte 4. Rusia 5. Gales 6. Inglaterra |

## Segunda Fase de Clasificación
Los diez ganadores de grupo y los seis mejores segundos participan en esta fase de clasificación.
Los ganadores de cada grupo avanzaron a la ronda final.
Los equipos en cursiva fueron sede del mini-torneo.

### Grupo 1
| Equipo              | Pts | PJ | PG | PE | PP | GF | GC | Dif |
| ------------------- | --- | -- | -- | -- | -- | -- | -- | --- |
| Noruega             | 7   | 3  | 2  | 1  | 0  | 12 | 3  | +9  |
| Suecia              | 7   | 3  | 2  | 1  | 0  | 6  | 0  | +6  |
| Ucrania             | 3   | 3  | 1  | 0  | 2  | 6  | 10 | −4  |
| Macedonia del Norte | 0   | 3  | 0  | 0  | 3  | 4  | 15 | −11 |

| 8 de abril de 2009, 15:00 | Ucrania | 0:5 (0:2) | Suecia                                 | Gradski, Kumanovo, (Macedonia)          |                                         |
|                           |         |           | Klang 11', 24', 76', 78' Rubensson 69' | Árbitro(s): Laurence Zeien (Luxenburgo) | Árbitro(s): Laurence Zeien (Luxenburgo) |

| 8 de abril de 2009, 15:00 | Noruega                                                                | 9:2 (5:0) | Macedonia                  | Boris Trajkovski, Skopje, (Macedonia) |                                      |
|                           | Haavi 4', 22', 28', 38', 60', Utland 41', 47', Dekkerhus 50', Mork 65' |           | Rochi 46', N. Andonova 65' | Árbitro(s): Petra Chuda (Eslovaquia)  | Árbitro(s): Petra Chuda (Eslovaquia) |

| 10 de abril de 2009, 15:00 | Ucrania                                           | 5:2 (3:1) | Macedonia                  | Gorce Petrov, Skopje, (Macedonia)           |                                             |
|                            | Yakovyshyn 14, 24, Vorontsova 16, 50, Sorokina 78 |           | Rochi 38', N. Andonova 63' | Árbitro(s): Jana Adamkova (República Checa) | Árbitro(s): Jana Adamkova (República Checa) |

| 10 de abril de 2009, 15:00 | Suecia | 0:0 (0:0) | Noruega | Boris Trajkovski, Skopje, (Macedonia)   |  |
|                            |        |           |         | Árbitro(s): Laurence Zeien (Luxenburgo) |  |

| 13 de abril de 2009, 15:00 | Noruega                       | 3:1 (0:0) | Ucrania       | Gorce Petrov, Skopje, (Macedonia)           |                                             |
|                            | Vassbø 9, Haavi 15, Utland 44 |           | Vorontsova 29 | Árbitro(s): Jana Adamkova (República Checa) | Árbitro(s): Jana Adamkova (República Checa) |

| 13 de abril de 2009, 15:00 | Macedonia | 0:1 (0:0) | Suecia         | Boris Trajkovski, Skopje, (Macedonia) |                                      |
|                            |           |           | Hjälmkvist 64' | Árbitro(s): Petra Chuda (Eslovaquia)  | Árbitro(s): Petra Chuda (Eslovaquia) |

### Grupo 2
| Equipo          | Pts | PJ | PG | PE | PP | GF | GC | Dif |
| --------------- | --- | -- | -- | -- | -- | -- | -- | --- |
| España          | 9   | 3  | 3  | 0  | 0  | 10 | 1  | +9  |
| República Checa | 6   | 3  | 2  | 0  | 1  | 3  | 3  |     |
| Inglaterra      | 1   | 3  | 0  | 1  | 2  | 1  | 4  | −3  |
| Bélgica         | 1   | 3  | 0  | 1  | 2  | 0  | 7  | −7  |

| 5 de abril de 2009, 15:00 | República Checa | 1 – 0 | Bélgica | Stade Jacques Lechat, Malmedy, Bélgica, |                                       |
|                           | Vonková 78      |       |         | Árbitro(s): Betina Norman (Dinamarca)   | Árbitro(s): Betina Norman (Dinamarca) |

| 5 de abril de 2009, 18:30 | España                   | 2 – 0 | Inglaterra | Kehrweg, Eupen, Bélgica,              |                                       |
|                           | Lambarri 58, González 63 |       |            | Árbitro(s): Katalin Kulcsar (Hungría) | Árbitro(s): Katalin Kulcsar (Hungría) |

| 7 de abril de 2009, 14:30 | Bélgica | 0 – 5 | España                                         | RCS Visé, Visé, Bélgica,              |                                       |
|                           |         |       | Lareo 42, 56, Beristain 46, Gili 53, Méndez 77 | Árbitro(s): Betina Norman (Dinamarca) | Árbitro(s): Betina Norman (Dinamarca) |

| 7 de abril de 2009, 18:00 | República Checa | 0 – 1 | Inglaterra | Stade Jacques Lechat, Malmedy, Bélgica,   |                                           |
|                           |                 |       | Vonková 17 | Árbitro(s): Natalia Aleksakhina (Ucrania) | Árbitro(s): Natalia Aleksakhina (Ucrania) |

| 10 de abril de 2009, 16:00 | España                               | 3 – 1 | República Checa | RCS Visé, Visé, Bélgica,                  |                                           |
|                            | Sampedro 3, Lambarri 18, González 75 |       | Smidrkalova 2   | Árbitro(s): Natalia Aleksakhina (Ucrania) | Árbitro(s): Natalia Aleksakhina (Ucrania) |

| 10 de abril de 2009, 16:00 | Inglaterra | 1 – 1 | Bélgica       | Kehrweg, Eupen, Bélgica,              |                                       |
|                            | Bruton 75  |       | Schrijvers 54 | Árbitro(s): Katalin Kulcsar (Hungría) | Árbitro(s): Katalin Kulcsar (Hungría) |

### Grupo 3
| Equipo   | Pts | PJ | PG | PE | PP | GF | GC | Dif |
| -------- | --- | -- | -- | -- | -- | -- | -- | --- |
| Alemania | 9   | 3  | 3  | 0  | 0  | 16 | 0  | +16 |
| Suiza    | 6   | 3  | 2  | 0  | 1  | 3  | 7  | −4  |
| Rusia    | 3   | 3  | 1  | 0  | 2  | 4  | 8  | −4  |
| Hungría  | 0   | 3  | 0  | 0  | 3  | 2  | 10 | −8  |

| 9 de abril de 2009, 14:00 | Suiza      | 1 – 0 | Hungría | Buk, Buk, Hungría,                  |                                     |
|                           | Canetta 51 |       |         | Árbitro(s): Olga Tanschi (Moldavia) | Árbitro(s): Olga Tanschi (Moldavia) |

| 9 de abril de 2009, 16:00 | Alemania                                                 | 4 – 0 | Rusia | Városi, Sopron, Hungría,           |                                    |
|                           | Petzelberger 19, Doppler 47, Rudelic 52, Eberhardt 80+ 2 |       |       | Árbitro(s): Leen Martens (Bélgica) | Árbitro(s): Leen Martens (Bélgica) |

| 11 de abril de 2009, 14:00 | Rusia       | 1 – 2 | Suiza         | Buk, Buk, Hungría,                 |                                    |
|                            | Soboleva 60 |       | Canetta 3, 63 | Árbitro(s): Leen Martens (Bélgica) | Árbitro(s): Leen Martens (Bélgica) |

| 11 de abril de 2009, 16:00 | Alemania                                                                | 6 – 0 | Hungría | Városi, Sopron, Hungría,            |                                     |
|                            | Rolser 11, Petzelberger 17, Mester 20, Vetterlein 23, Malinowski 26, 72 |       |         | Árbitro(s): Amy Rayner (Inglaterra) | Árbitro(s): Amy Rayner (Inglaterra) |

| 14 de abril de 2009, 16:00 | Suiza | 0 – 6 | Alemania                                                     | Buk, Buk, Hungría,                  |                                     |
|                            |       |       | Rolser 5, 21, Malinowski 45, 62, Doppler 55, Petzelberger 73 | Árbitro(s): Olga Tanschi (Moldavia) | Árbitro(s): Olga Tanschi (Moldavia) |

| 14 de abril de 2009, 16:00 | Hungría      | 2 – 3 | Rusia                                | Városi, Sopron, Hungría,            |                                     |
|                            | Sipos 11, 61 |       | Frolova 14, Pozdeeva 16, Soboleva 68 | Árbitro(s): Amy Rayner (Inglaterra) | Árbitro(s): Amy Rayner (Inglaterra) |

### Grupo 4
| Equipo       | Pts | PJ | PG | PE | PP | GF | GC | Dif |
| ------------ | --- | -- | -- | -- | -- | -- | -- | --- |
| Francia      | 7   | 3  | 2  | 1  | 0  | 7  | 0  | +7  |
| Países Bajos | 7   | 3  | 2  | 1  | 0  | 7  | 1  | +6  |
| Dinamarca    | 1   | 3  | 0  | 1  | 2  | 1  | 4  | −3  |
| Gales        | 1   | 3  | 0  | 1  | 2  | 2  | 12 | −10 |

| 25 de marzo de 2009, 17:00 | Francia                                              | 5 – 0 | Gales | Dovo, Veenendaal, Holanda,             |                                        |
|                            | Thomas 54, Ribeyra 57, 64, Clemaron 61, Le Garrec 80 |       |       | Árbitro(s): Knarik Grigoryan (Armenia) | Árbitro(s): Knarik Grigoryan (Armenia) |

| 25 de marzo de 2009, 19:00 | Países Bajos | 1 – 0 | Dinamarca | De Bataven, Gendt, Holanda,      |                                  |
|                            | Martens 68   |       |           | Árbitro(s): Rhona Daly (Irlanda) | Árbitro(s): Rhona Daly (Irlanda) |

| 27 de marzo de 2009, 17:00 | Dinamarca | 0 – 2 | Francia                  | Dovo, Veenendaal, Holanda,       |                                  |
|                            |           |       | Ribeyra 36, Fernandes 64 | Árbitro(s): Rhona Daly (Irlanda) | Árbitro(s): Rhona Daly (Irlanda) |

| 27 de marzo de 2009, 19:00 | Países Bajos                                         | 6 – 1 | Gales               | De Bataven, Gendt, Holanda,            |                                        |
|                            | Jansen 33, Coolen 44, 46, 76, Van de Wetering 64, 78 |       | Passierello 68(pen) | Árbitro(s): Danijela Markovic (Serbia) | Árbitro(s): Danijela Markovic (Serbia) |

| 30 de marzo de 2009, 19:00 | Francia | 0 – 0 | Países Bajos | Dovo, Veenendaal, Holanda,             |  |
|                            |         |       |              | Árbitro(s): Danijela Markovic (Serbia) |  |

| 30 de marzo de 2009, 19:00 | Gales       | 1 – 1 | Dinamarca | De Bataven, Gendt, Holanda,            |                                        |
|                            | Brown 80+ 3 |       | Memer 57  | Árbitro(s): Knarik Grigoryan (Armenia) | Árbitro(s): Knarik Grigoryan (Armenia) |

## Fase final
|  | Semifinales                                | Semifinales                                |   |                                            | Final                                      | Final |  |
|  |                                            |                                            |   |                                            |                                            |       |  |
|  |                                            |                                            |   |                                            |                                            |       |  |
|  | Colovray (Nyon), Suiza 22 de junio de 2009 |                                            |   |                                            |                                            |       |  |
|  | Noruega                                    | 0                                          |   |                                            |                                            |       |  |
|  | España                                     | 2                                          |   |                                            |                                            |       |  |
|  |                                            |                                            |   |                                            |                                            |       |  |
|  |                                            |                                            |   |                                            | Colovray (Nyon), Suiza 25 de junio de 2009 |       |  |
|  |                                            |                                            |   |                                            | España                                     | 0     |  |
|  |                                            | Alemania                                   | 7 |                                            |                                            |       |  |
|  |                                            |                                            |   |                                            |                                            |       |  |
|  |                                            |                                            |   |                                            |                                            |       |  |
|  |                                            |                                            |   |                                            | Tercer lugar                               |       |  |
|  | Colovray (Nyon), Suiza 22 de junio de 2009 | Colovray (Nyon), Suiza 22 de junio de 2009 |   | Colovray (Nyon), Suiza 25 de junio de 2009 | Colovray (Nyon), Suiza 25 de junio de 2009 |       |  |
|  | Alemania                                   | 4                                          |   | Noruega                                    | 1                                          |       |  |
|  | Francia                                    | 1                                          |   |                                            | Francia                                    | 3     |  |

### Semifinales
| 22 de junio de 2009, 14:30 | Noruega | 0:2 (0:1) | España                                  | Colovray Stadium, Nyon, Suiza                 |                                               |
|                            |         |           | Amanda Sampedro 11' Esther González 51' | Árbitro(s): Esther Azzopardi Farrugia (Malta) | Árbitro(s): Esther Azzopardi Farrugia (Malta) |

| 22 de junio de 2009, 18:30 | Alemania                                 | 4:1 (1:1) | Francia     | Colovray Stadium, Nyon, Suiza         |                                       |
|                            | Malinowski 30', 46', 75' · Doppler 36' · |           | Ribeyra 34' | Árbitro(s): Katalin Kulcsar (Hungría) | Árbitro(s): Katalin Kulcsar (Hungría) |

### Tercer Puesto
| 26 de junio de 2009, 11:00 | Noruega       | 1:3 (0:0) | Francia                       | Colovray Stadium, Nyon, Suiza                 |                                               |
|                            | Dekkerhus 63' |           | Ribeyra 66' 79' Solanet 80'+1 | Árbitro(s): Esther Azzopardi Farrugia (Malta) | Árbitro(s): Esther Azzopardi Farrugia (Malta) |

### Final
| 26 de junio de 2009, 14:30 | Alemania                                          | 7:0 (4:0) | España | Colovray Stadium, Nyon, Suiza         |                                       |
|                            | Mester 3' Malinowski 17 42 45 50 80 Elsig 67(pen) |           |        | Árbitro(s): Katalin Kulcsar (Hungría) | Árbitro(s): Katalin Kulcsar (Hungría) |

| Bandera de Alemania |
| Campeón ALEMANIA    |
| Segundo título      |